# Бутаков, Алексей Иванович
Алексей Иванович Бутаков 3-й (19 февраля 1816 — 28 июня 1869, Швальбах, Германия) — русский военно-морской деятель, контр-адмирал (15 октября 1867), один из первых исследователей Аральского моря.

## Биография
Из дворянского рода Бутаковых; отец — вице-адмирал И. Н. Бутаков, служивший вместе с М. П. Лазаревым. Все 5 сыновей И. Н. Бутакова выбрали морскую карьеру, Григорий Иванович Бутаков — один из реформаторов российского флота после Крымской войны, Иван Иванович Бутаков совершил два кругосветных плавания: на транспорте «Або» и на фрегате «Паллада» (последнее описано писателем И. А. Гончаровым).
После окончания Морского Кадетского корпуса в 1832 году служил на флоте, в 1840 году участвовал в плавании Кронштадт — мыс Доброй Надежды — Камчатка — мыс Горн — Кронштадт в качестве старшего офицера на транспорте «Або».
В 1846 году был приглашён Ф. Ф. Беллингсгаузеном флаг-офицером на эскадру соединённых дивизий на время манёвров в Финском заливе, после которых был назначен командиром парусной шхуны «Радуга».
В 1848 году Бутаков назначен начальником экспедиции для исследования Аральского моря. В Оренбурге была построена шхуна «Константин», к лету 1848 года она была доставлена в Раимское укрепление вблизи устья Сыр-Дарьи.
В экипаж шхуны в первом плавании входил находящийся в оренбургской ссылке Тарас Шевченко, принятый в экспедицию в качестве художника. К концу августа 1849 г. работы по описанию Аральского моря были завершены, проведена общая рекогносцировка Арала, сделан промер глубин, произведена полная съемка острова Барса-Кельмес, открыта и изучена группа островов Возрождения, проводились астрономические определения с организацией сети астрономических пунктов, метеорологические наблюдения, опись ледовой обстановки в зимнее время, проведен сбор образцов полезных ископаемых, переданных затем в Петербургский горный институт, и флоры. 27 января 1849 года Бутаков был принят в действительные члены Русского географического общества.
В 1850 году на основании исследований Бутакова Гидрографическим департаментом Морского министерства была издана Морская карта Аральского моря. В том же году А. И. Бутаков был командирован в Швецию для заказа 2-х судов для Аральской флотилии. В 1852 году пароходы «Перовский» и «Обручев» в разобранном виде были доставлены в укрепление Раим.
Дальнейшие исследования Аральского моря проходили одновременно с боевыми действиями по присоединению среднеазиатских государств, и Аральская флотилия принимала в них участие. В 1853 году «Перовский» участвовал во взятии кокандской крепости Ак-Мечеть. Осенью 1854 года аральская верфь была перенесена в Казалинск, в 1855 году было составлено подробное описание реки Сырдарьи на 85 км выше Ак-Мечети. Аральская военная флотилия охраняла судоходство, обеспечивала воинские перевозки, производила гидрографические работы, все пароходы и вспомогательные суда имели артиллерийское вооружение. В июне 1858 года на пароходе «Перовский» Бутаков поднялся по Аму-Дарье вверх до Кунграда. Здесь он оказывал содействие российскому посольству в Хиве, в 1859 году с десантом в 140 человек Бутаков участвовал в военных действиях у Кунграда, было проведено обследование и опись Амударьи вплоть до Нукуса.
В январе 1860 году А. И. Бутаков был командирован в Англию и США для заказа 2 пароходов, плавучего дока и баржи для Аральской флотилии. В 1862 г. пароходы «Арал» и «Сырдарья» были спущены на воду в Казалинске. В течение лета 1863 г. была проведена опись Сырдарьи от Перовска на протяжении 807 км.
В 1864 году Бутаков переехал в Петербург и продолжил службу на Балтийском море. 19 апреля 1864 года произведен в чин контр-адмирала с оставлением в Свите. В 1865 году назначен младшим флагманом броненосной эскадры Балтийского флота, затем командовал отрядом судов в Средиземном море. 20 декабря 1866 года назначен членом артиллерийского отдела Морского Технического комитета. В июле-октябре 1867 года временно исправлял должность эскадр-майора Его Императорского Величества. В 1868 году назначен в распоряжение главного командира С.-Петербургского порта.
За исследования Аральского моря он был избран почетным членом Берлинского географического общества, в 1867 году получил золотую медаль Лондонского географического общества за исследования Аральского моря и устья Амударьи.
Работы Бутакова «Записки гидрографа», «Описание плавания транспорта „Або“ вокруг света», «Пароходы с задним колесом из желобного и гальванизированного железа» и и др. публиковались в «Морском сборнике»
Алексей Иванович Бутаков умер от паралича 28 июня 1869 года в Германии в Швальбахе, куда направился для лечения. Похоронен в Висбадене.
- Шхуны Аральской экспедиции (рис. Т. Шевченко)
- Пароход «Обручев» Аральской флотилии

## Награды
Российской империи:
- Знак отличия за XV лет беспорочной службы (1855);
- Орден Святого Владимира 4-й степени (1855);
- Орден Святой Анны 2-й степени с Императорской короной (1859);
- Орден Святого Владимира 3-й степени (1866);
- Медаль «В память войны 1853-1856 гг.» (1856).

Иностранных государств:
- Прусский Орден Красного орла 3-й степени (1853);
- Итальянский Орден Святых Маврикия и Лазаря командорский крест (1865);
- Шведский Орден Святого Олафа Большой крест (1865).

## Память
В честь Бутакова были названы мыс и залив в Аральском море.